# بار هربور
بار هربور هي بلدة أمريكية، في الولايات المتحدة، تقع في مقاطعة هانكوك، بلغ عدد سكانها 4,820 نسمة، تبلغ مساحتها 63.11 ميل مربع (163.5 كـم2)، رمزها البريدي هو 04609.

## المناخ
يظهر الجدول التالي التغييرات المناخية على مدار السنة لبار هربور:
| البيانات المناخية لـبار هربور     | البيانات المناخية لـبار هربور | البيانات المناخية لـبار هربور | البيانات المناخية لـبار هربور | البيانات المناخية لـبار هربور | البيانات المناخية لـبار هربور | البيانات المناخية لـبار هربور | البيانات المناخية لـبار هربور | البيانات المناخية لـبار هربور | البيانات المناخية لـبار هربور | البيانات المناخية لـبار هربور | البيانات المناخية لـبار هربور | البيانات المناخية لـبار هربور | البيانات المناخية لـبار هربور |
| الشهر                             | يناير                         | فبراير                        | مارس                          | أبريل                         | مايو                          | يونيو                         | يوليو                         | أغسطس                         | سبتمبر                        | أكتوبر                        | نوفمبر                        | ديسمبر                        | المعدل السنوي                 |
| --------------------------------- | ----------------------------- | ----------------------------- | ----------------------------- | ----------------------------- | ----------------------------- | ----------------------------- | ----------------------------- | ----------------------------- | ----------------------------- | ----------------------------- | ----------------------------- | ----------------------------- | ----------------------------- |
| الدرجة القصوى °ف (°م)             | 63 (17)                       | 57 (14)                       | 78 (26)                       | 83 (28)                       | 92 (33)                       | 97 (36)                       | 96 (36)                       | 98 (37)                       | 96 (36)                       | 89 (32)                       | 70 (21)                       | 66 (19)                       | 98 (37)                       |
| متوسط درجة الحرارة الكبرى °ف (°م) | 31.4 (−0.3)                   | 35.0 (1.7)                    | 41.6 (5.3)                    | 53.3 (11.8)                   | 65.0 (18.3)                   | 74.2 (23.4)                   | 79.1 (26.2)                   | 78.4 (25.8)                   | 70.5 (21.4)                   | 58.7 (14.8)                   | 48.1 (8.9)                    | 37.2 (2.9)                    | 56.1 (13.4)                   |
| المتوسط اليومي °ف (°م)            | 22.6 (−5.2)                   | 26.1 (−3.3)                   | 33.2 (0.7)                    | 44.2 (6.8)                    | 54.7 (12.6)                   | 64.0 (17.8)                   | 69.2 (20.7)                   | 68.7 (20.4)                   | 61.2 (16.2)                   | 50.3 (10.2)                   | 40.5 (4.7)                    | 29.3 (−1.5)                   | 47.1 (8.4)                    |
| متوسط درجة الحرارة الصغرى °ف (°م) | 13.7 (−10.2)                  | 17.2 (−8.2)                   | 24.8 (−4.0)                   | 35.0 (1.7)                    | 44.5 (6.9)                    | 53.7 (12.1)                   | 59.3 (15.2)                   | 58.9 (14.9)                   | 52.0 (11.1)                   | 42.0 (5.6)                    | 33.0 (0.6)                    | 21.3 (−5.9)                   | 38.1 (3.4)                    |
| أدنى درجة حرارة °ف (°م)           | −20 (−29)                     | −21 (−29)                     | −9 (−23)                      | 11 (−12)                      | 22 (−6)                       | 32 (0)                        | 36 (2)                        | 36 (2)                        | 27 (−3)                       | 20 (−7)                       | −3 (−19)                      | −21 (−29)                     | −21 (−29)                     |
| الهطول إنش (مم)                   | 4.9 (120)                     | 4.4 (110)                     | 5.4 (140)                     | 4.8 (120)                     | 4.6 (120)                     | 4.1 (100)                     | 3.5 (89)                      | 3.3 (84)                      | 4.5 (110)                     | 5.3 (130)                     | 6.5 (170)                     | 5.5 (140)                     | 56.7 (1٬440)                  |
| متوسط تساقط الثلوج إنش (سم)       | 16.7 (42)                     | 18.7 (47)                     | 11.4 (29)                     | 4.1 (10)                      | 0.2 (0.51)                    | 0 (0)                         | 0 (0)                         | 0 (0)                         | 0 (0)                         | 0.2 (0.51)                    | 3.0 (7.6)                     | 12.5 (32)                     | 66.8 (170)                    |
| متوسط أيام هطول الأمطار           | 11                            | 9                             | 10                            | 10                            | 10                            | 10                            | 9                             | 8                             | 9                             | 9                             | 10                            | 10                            | 115                           |
| المصدر: Weatherbase               |                               |                               |                               |                               |                               |                               |                               |                               |                               |                               |                               |                               |                               |

## أعلام
- وليام هوارد تافت الثالث
- نيلسون روكفلر
- ريك كوب
- جورج سنيل
- أليس فاندربلت موريس
- فيرنا بلوم
- رودلف برونو
- مارجريت يورسنار
- تي. إم. غراي
- تشارلز أ. هوبو